# Ptilinopus dohertyi
La colomba frugivora nucarossa o tortora beccafrutta nucarossa (Ptilinopus dohertyi  Rothschild, 1896) è un uccello della famiglia dei columbidi, endemico dell'Indonesia e diffuso nell'Isola Sumba nelle Piccole Isole della Sonda.

## Distribuzione e habitat
È una specie endemica dell'Isola Sumba dove è diffusa nelle foreste pluviali tropicali montane sia primarie che secondarie ad elevate altitudini, ma eccezionalmente si può trovare intorno ai 160 metri.

## Sistematica
Non ha sottospecie è una specie monotipica.

## Descrizione

### Dimensioni
È un uccello di medie dimensioni che può raggiungere i 35 centimetri di lunghezza.

## Biologia
È visto spesso da solo o in coppia ma occasionalmente si può trovare in piccoli gruppi.

## Conservazione
La distruzione e la frammentazione dell'habitat, derivante dal disboscamento, per favorire le coltivazioni e il pascolo,  rappresentano le principali minacce. La popolazione mondiale è stata stimata intorno ai 9100 individui,  grosso modo equivalenti a 6000 individui maturi. Quindi è classificata dalla IUCN Red List come specie vulnerabile(VU).